# New weird
Le « new weird » est un genre littéraire développé à la fin des années 1990 et au début du XXIe siècle. 
Celui-ci apparaît comme une réaction aux différentes codifications littéraires existantes, notamment dans la science-fiction et la fantasy. Le « new weird » se définit comme étant une fiction urbaine dont le récit prend ancrage dans un univers réaliste auquel sont intégrés des éléments narratifs pouvant appartenir à la science-fiction, à la fantasy ainsi qu’à divers éléments surréalistes ou apparentés au genre de l’horreur.

## Contexte d'émergence
Au courant du XXe siècle, plusieurs auteurs ont contribué à développer les cadres narratifs, les codes et les balises du genre de la science-fiction et de la fantasy. Ces éléments distinctifs, permettant l’identification d’un genre vis-à-vis d’un autre, deviennent également des « clichés » littéraires au sein d’un même genre. Le « new weird », comme genre littéraire, apparaît afin de transcender les barrières pouvant exister entre les genres.

## Influences
Nous retrouvons comme genre littéraire antérieur au « new weird », l'« old weird ». Celui-ci se développe plus particulièrement entre les années 1850 et 1940. Parmi les figures marquantes de ce genre littéraire, nous retrouvons H. P. Lovecraft qui intègre à ses récits des éléments surnaturels, inhumains et inconnus. Dans ces récits, l’auteur cherchait à s’affranchir des barrières du monde visible afin d’explorer davantage les éléments indicibles et inconnus du monde. 

## Définitions multiples
Plusieurs auteurs ont tenté de développer une définition claire du « new weird » en tant que genre littéraire. Parmi celle-ci, nous retrouvons celle de Robin Anne Reid, qui définit le « new weird » comme étant un genre fictionnel qui cherche à renverser les codes définissant la fantasy et la science-fiction afin de troubler les barrières existantes entre les genres. 

## Auteurs notables
- Michael Bishop
- Mark Z. Danielewski
- Paul Di Filippo
- M. John Harrison
- Thomas Ligotti
- Ian R. MacLeod
- China Miéville
- Alastair Reynolds
- Justina Robson
- Steph Swainston
- Jeff VanderMeer